# 三个人的冬天
《三个人的冬天》是中国导演张夷非于2006年拍摄的电影，张笑天、张夷非编剧。電影讲述二十世纪三四十年代长白山地区伐木工和其徒弟以及其妻子的感情纠葛。影片反应了当时的一些陋习。

## 剧情简介
在上个世纪三四十年代中，一位伐木工因为事故而导致瘫痪，而后因为家庭拮据等原因，于是这位伐木工却希望自己的徒弟能沿用当时“拉幫套”的习俗，虽说徒弟并不想这样，可最后伐木工的妻子还是和伐木工的徒弟好上了，不仅如此，伐木工的妻子还怀上了伐木工徒弟的孩子。
然后又过了几年，东北解放了，并且伐木工的病也好了，虽说伐木工的徒弟本想带着自己的女儿离开，可最后，伐木工却离开了……

## 演员表
- 蒋雯丽
- 赵君
- 宁才
- 马思纯